# Список экорегионов Ливии

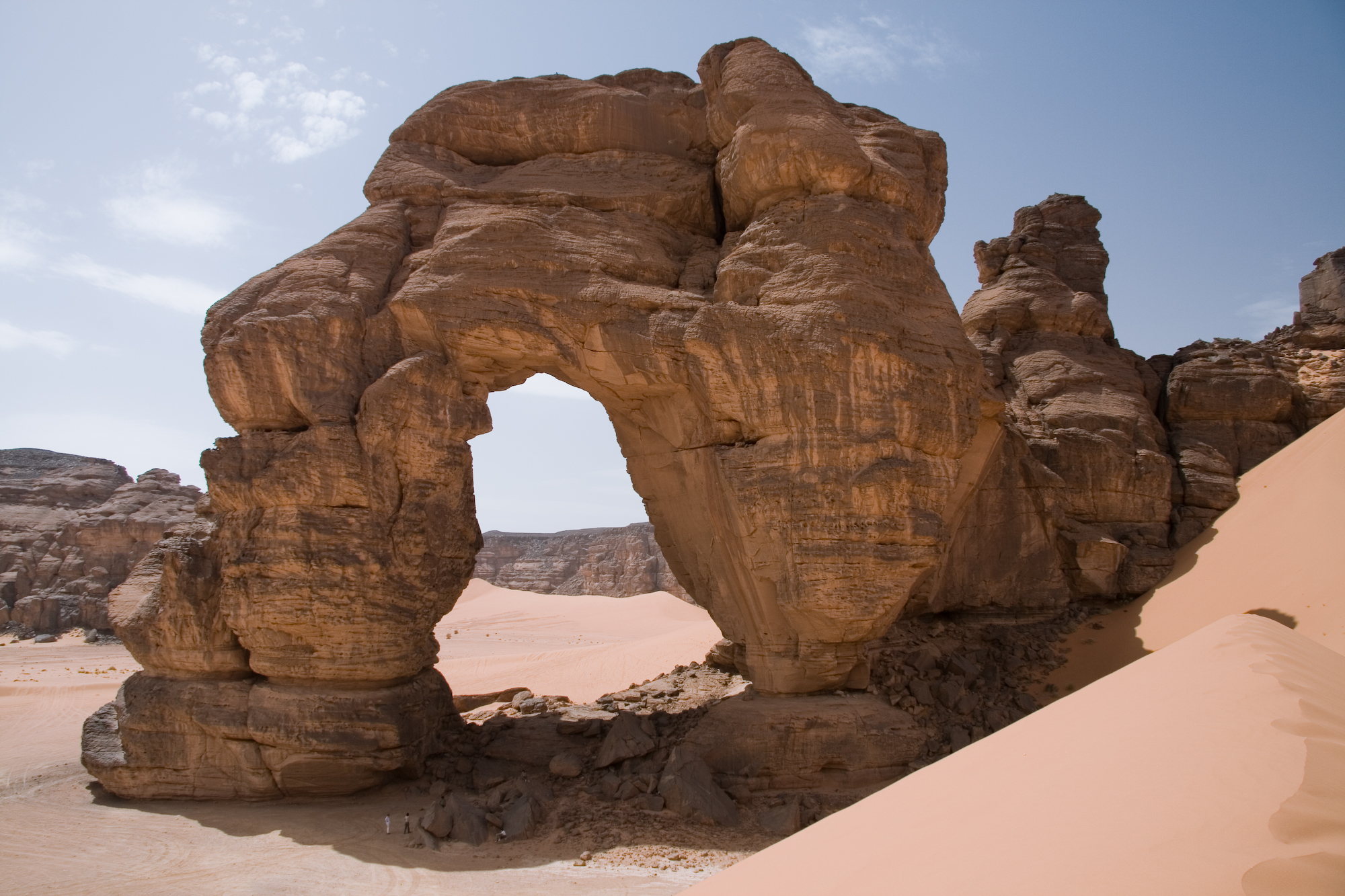
Тадрарт-Акакус является пустынной зоной в Западной Ливии. Являясь частью Сахары, это один из самых засушливых экорегионов Ливии.

Ниже приводится список экорегионов в Ливии, согласно Всемирному Фонду дикой природы (ВФП).

## Наземные экорегионы
по основным типам местообитаний

### Палеарктика

#### Средиземноморские леса, редколесья и кустарники
- Средиземноморские редколесья и леса
- Средиземноморские сухие редколесья и степи

#### Пустыни и засухоустойчивые кустарники
- Горные ксерические редколесья Западной Сахары
- Горные ксерические редколесья Тибести и Эль-Увейната
- Пустыня Сахара
- Степи и редколесья Северной Сахары

#### Затопляемые луга и саванны
- Сахарские галофиты

## Пресноводные экорегионы
по биорегиону
- Постоянный Магриб
- Временный Магриб
- Сухой Сахель

## Морские экорегионы
- Левантийское море
- Тунисское плато/Залив Сидра